# Clostera korecurtula
Clostera korecurtula är en fjärilsart som beskrevs av Felix Bryk 1948. Clostera korecurtula ingår i släktet Clostera och familjen tandspinnare. Inga underarter finns listade i Catalogue of Life.